# Мартино, Миранда
Мира́нда Марти́но (итал. Miranda Martino; род. 29 октября 1933, Моджо-Удинезе, Италия) — итальянская певица и актриса.

## Биография
Мартино начала свою музыкальную карьеру в 1957 году. Начала с исполнения песен на неаполитанском диалекте, которые принесли ей определённую известность в Кампании — среди них выделялись Si’ comme a n’ombra (1957), Tuppe tuppe mariscià и ’O destino ’e ll’atte (обе 1959), Serenatella c’ ’o sì e c’ ’o no (1960). В 1959 году дебютировала на песенном фестивале в Сан-Ремо, где исполнила песню на итальянском языке La vita mi ha dato solo te. Несмотря на то, что это выступление было очень неудачным (она сошла с конкурса после первого же тура), в отличие от большинства соперников, Мартино не только приняла участие в конкурсах следующих лет (в 1960 и 1961 годах), но и стала по-настоящему знаменитой. Песня Stasera tornerò была исполнена в эфире национального телевидения в программе La donna che lavora и принесла певице общенациональную популярность. За первым успехом последовали другие успешные хиты, такие как Invoco te (1960), Erano nuvole и Lady luna (обе 1961).
С начала 1960-х годов Мартино в основном завершила карьеру певицы, выступая в дальнейшем как сперва театральная, а затем киноактриса.

## Восприятие
Итальянский музыкальный критик Джанни Борнья писал, что «Мартино — точно одна из лучших исполнительниц итальянской песни послевоенного периода».

## Комментарии
1. ↑  ...la Martino è sicuramente una delle migliori interpreti della canzone italiana del dopoguerra